# Museum Tinguely
Das Museum Tinguely in Basel ist ein Kunstmuseum, das in einer Dauerausstellung das Leben und zahlreiche Werke des Künstlers Jean Tinguely zeigt. Es wurde am 3. Oktober 1996 eröffnet. 
Das Museum liegt im Solitudepark des Wettstein-Wohnquartiers am rechten Rheinufer und ist ein Geschenk der F. Hoffmann-La Roche AG an die Stadt und die Region Basel aus Anlass des 100-jährigen Bestehens der Firma. Pontus Hultén war Gründungsintendant. Eine entscheidende Rolle spielte Niki de Saint Phalle: Sie übertrug einen Grossteil des künstlerischen Nachlasses von Tinguely als Schenkung an das Museum.  Neben der permanenten Ausstellung finden auch wechselnde Gastausstellungen von Tinguelys Freunden oder bekannten Künstlern statt.

## Museumsgebäude
Das Gebäude wurde vom Tessiner Architekten Mario Botta entworfen. Allein in der zentralen Halle finden bis zu zwanzig Werke Tinguelys Platz. Eine Besonderheit bildet die Südseite des Museums – ein langgestreckter, erhöhter Bau, der vom Hauptteil losgelöst scheint. Es handelt sich um eine Art Promenade über dem Rheinufer, die der Museumsbesucher passieren muss, sein Blick wird dann auf den Flusslauf gelenkt.
Die hohe Fassade an der Ostseite, die mit drei Ausstellungsetagen über der Erde den höchsten Punkt des Gebäudes bildet, wirkt wie eine Lärmschutzbarriere zu der benachbarten Strassenbrücke. Die Nordseite verläuft parallel mit der Grenzacherstrasse. Hier hat man zwischen der Strasse und dem Museum einen überdachten Raum als Zugang zum Park und zum Museum geschaffen. Das Museum besteht aus fünf zusammenhängenden Baukörpern, von denen sich drei über grosse Fensterflächen zum Park hin öffnen. Im Innern ist der Museumsraum durch Wände geteilt, die hochgezogen werden können. Die Ausstellungsflächen setzen sich aus vier unterschiedlich gestalteten Bereichen auf vier verschiedenen Etagen zusammen. Auf die erste Etage gelangt man über die «Rheinpromenade»; die auf der einen Seite zum Erdgeschoss hin offen ist und auf der anderen Seite Ausstellungsräume aufweist. Vom Ende dieses Gangs aus gelangt man auf eine weitere Etage mit «klassischen» Räumen. Von hier aus geht es dann hinunter in eine Etage drei Meter unter dem Erdgeschoss, in dessen Räumen die Werke untergebracht sind, die kein Tageslicht benötigen, um ihre Wirkung zu präsentieren. Der Besucherrundgang endet im Erdgeschoss bei den «Monumentalskulpturen». Sie stehen im grössten Ausstellungsraum des Museums (30 × 60 m), der in fünf Bereiche unterteilt werden kann.

Aussenansichten
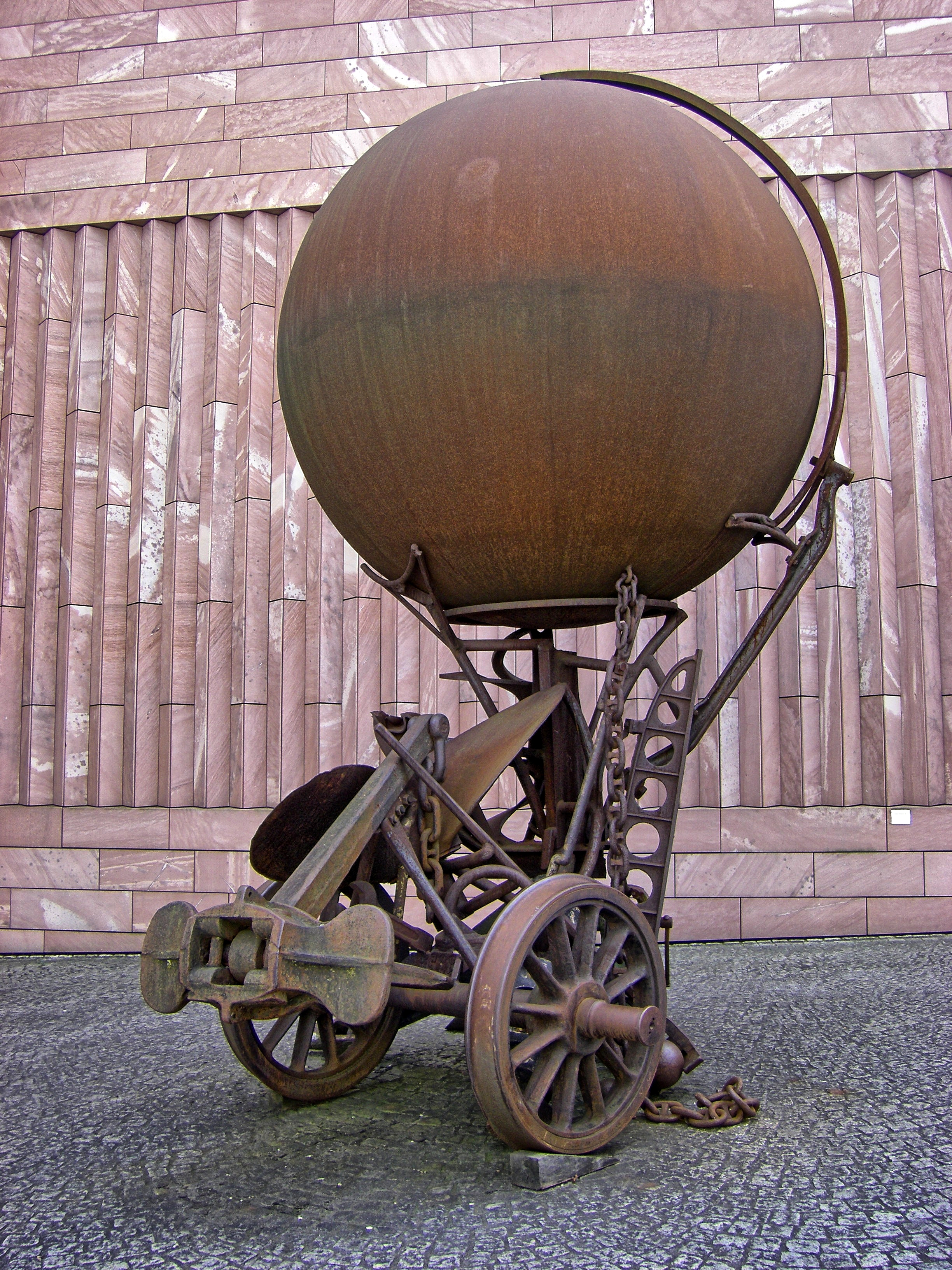
Dickfigur von Bernhard Luginbühl, einem Freund von Jean Tinguely, beim Eingang, 1996
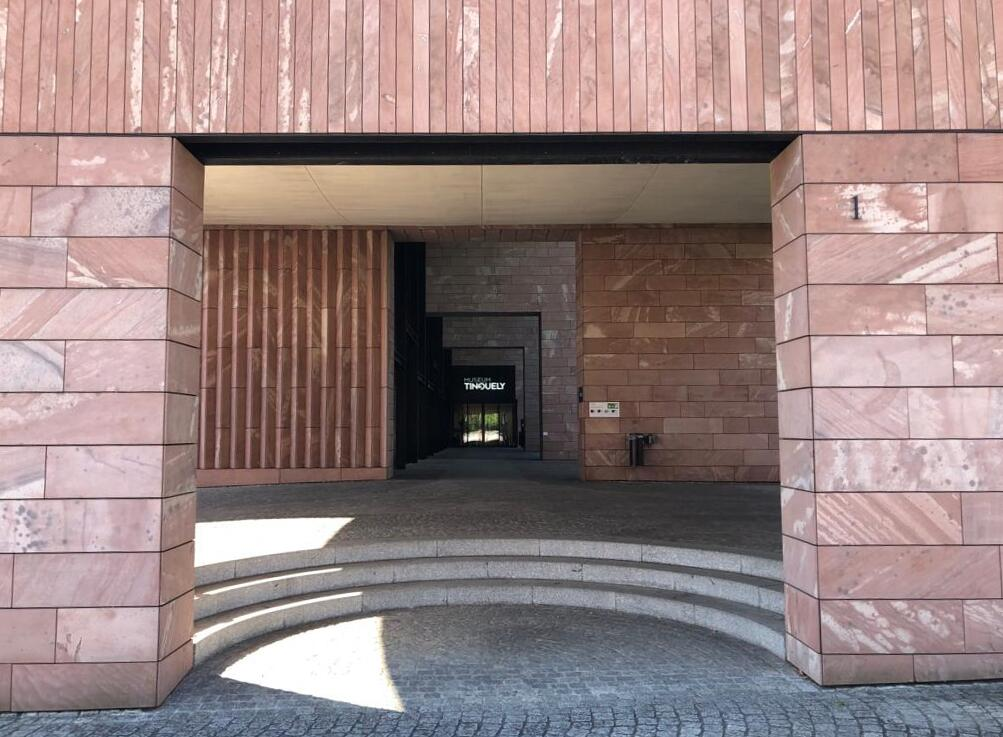
Eingang des Museums Tinguely
Ansicht von Westen, 2008
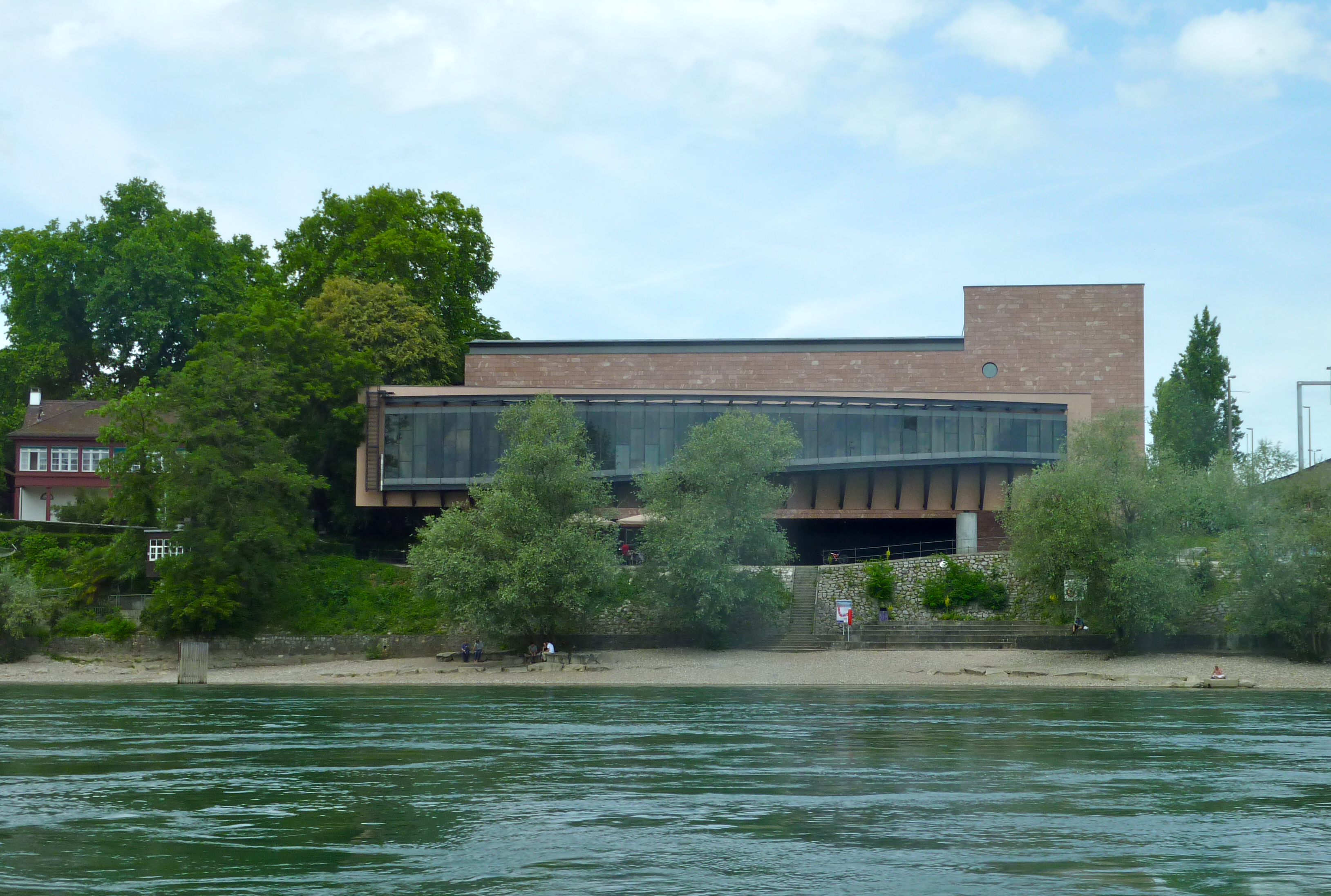
Ansicht vom Rhein her, im Süden, 2011

## Sammlung

Méta-Harmonie II von Jean Tinguely

Die Sammlung des Museums entstammt einer Schenkung der Witwe des Künstlers, Niki de Saint Phalle, aus der Sammlung von Roche sowie aus mehreren weiteren grösseren und kleineren Schenkungen sowie Ankäufen.
In der Sammlung des Museums sind Arbeiten aller Phasen und Werkgruppen von Jean Tinguely vertreten. Zusammen mit Leihgaben ermöglichen sie einen umfangreichen Überblick über das Schaffen des Künstlers. Neben den Skulpturen befinden sich eine grosse Anzahl Zeichnungen und Briefzeichnungen, Dokumente, Ausstellungsplakate, Kataloge und Dokumentationen sowie Fotografien in der Sammlung. Alle Arbeiten sind – soweit möglich – öffentlich zugänglich und werden regelmässig sowohl in der dauerhaften Ausstellung im Museum Tinguely sowie als Leihgaben in Ausstellungen in der ganzen Welt gezeigt.

## Museumspark

Kunstwerke im öffentlichen Raum
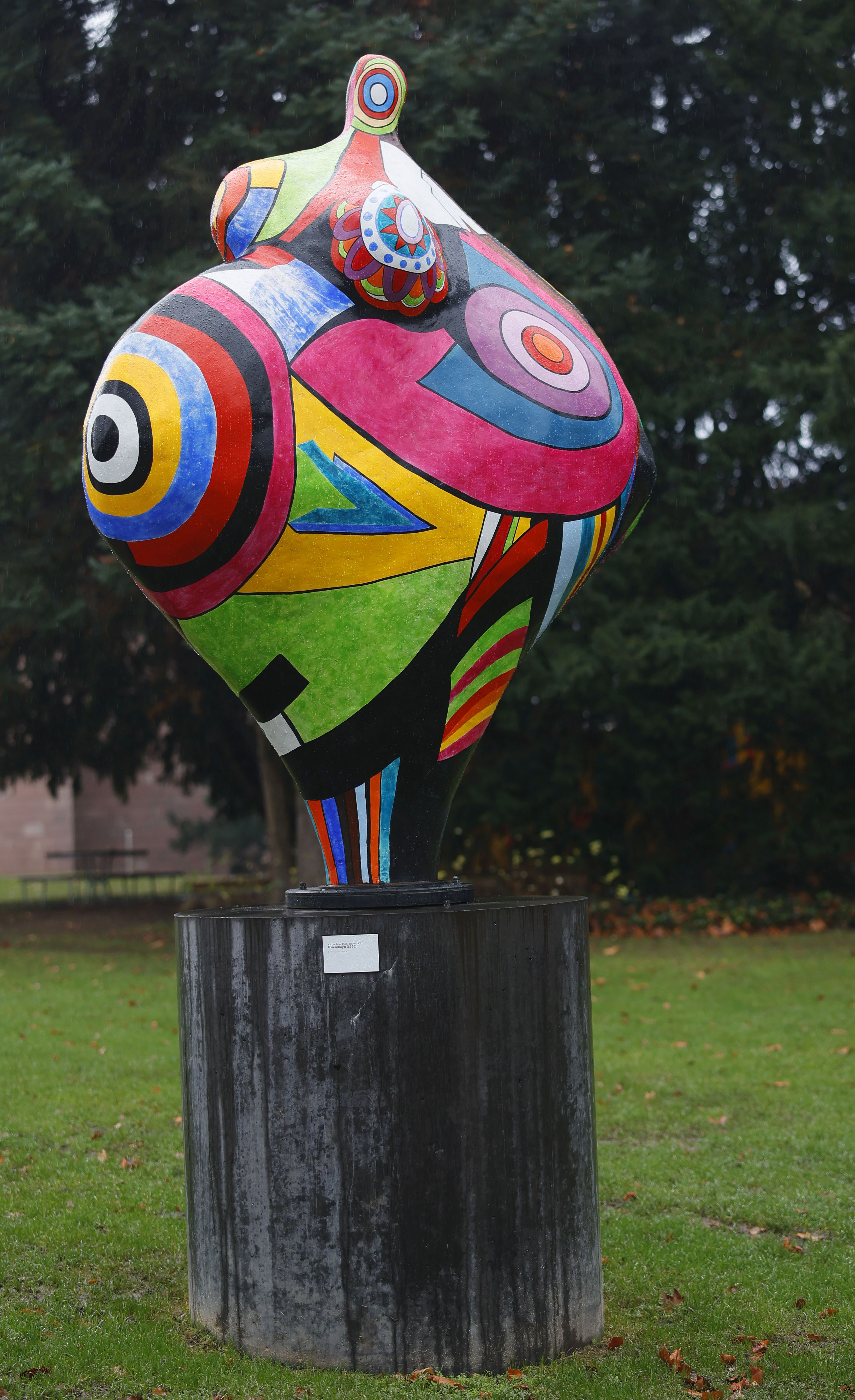
Nana Gwendolyn von Niki de Saint Phalle, 1966
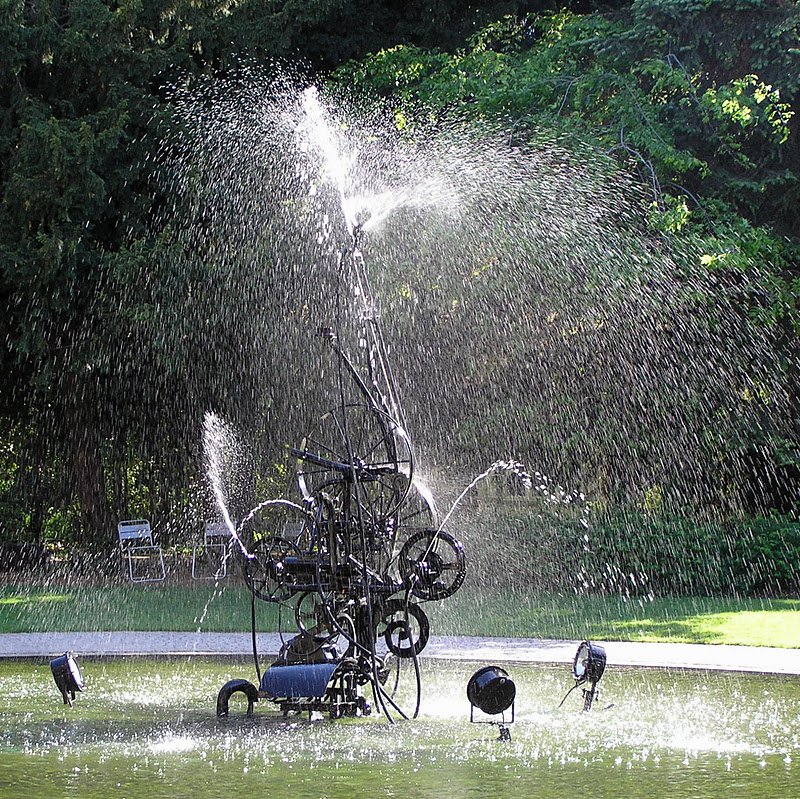
Schwimmwasserplastik von Jean Tinguely
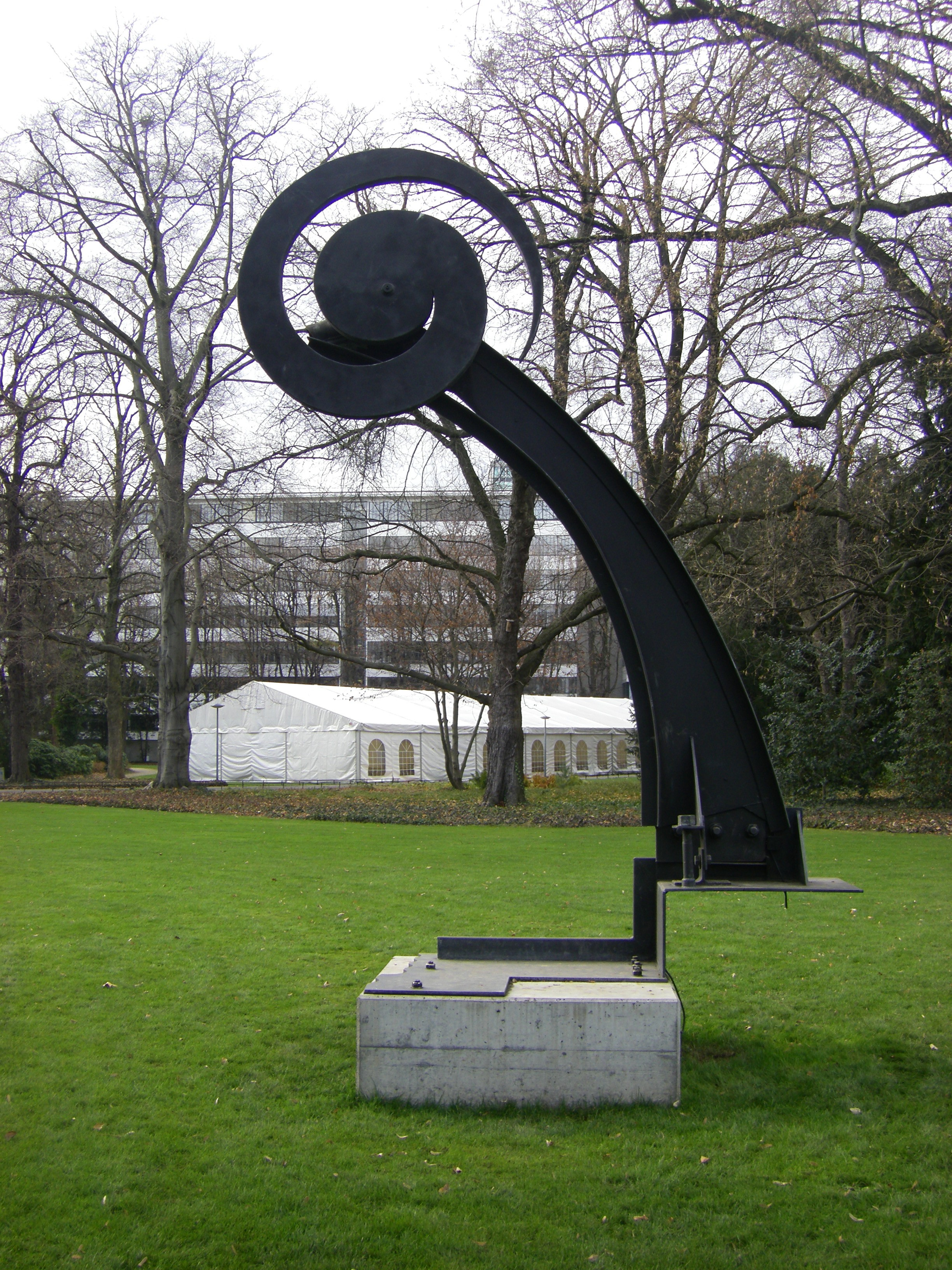
Grosse Spirale von Jean Tinguely, 1971–73

## Direktoren
- 1996–2000: Margrit Hahnloser (Gründungsintendant: Pontus Hultén)
- 2001–2009: Guido Magnaguagno
- seit 2009: Roland Wetzel

## Filme
- Museum Tinguely Basel (= Museums-Check. Folge 77). Reportage, 30 Min., Moderation: Markus Brock, Produktion: 3sat. Erstausstrahlung: 9. Oktober 2022.[1]